# Mesoregion Ost-Goiás
Die Mesoregion Ost-Goiás (port.: Mesorregião do Leste Goiano) war eine von fünf intern-geostatistischen Mesoregionen von 1989 bis 2017 im brasilianischen Bundesstaat Goiás. Sie gehörte nicht zu den Verwaltungseinheiten Brasiliens und wurde 2017 durch eine andere Regionaleinteilung ersetzt. Ost-Goiás schloss den Bundesdistrikt mit der brasilianischen Hauptstadt Brasília vollständig ein, das wiederum die Metropolregion Brasília als Região Integrada de Desenvolvimento do Distrito Federal e Entorno (deutsch Integrierte Entwicklungsregion des Bundesdistrikts und Umgebung) bildet. Im Osten grenzte Ost-Goiás an die Bundesstaaten Bahia und Minas Gerais, im Süden an die Mesoregion Süd-Goiás, im Westen an Zentral-Goiás und im Norden an Nord-Goiás. Ost-Goiás umfasste 32 Gemeinden (port: municípios), welche sich in den zwei Mikroregionen gruppierten:
1. Entorno de Brasília (auch: Entorno do Distrito Federal)
2. Vão do Paranã

| Mikroregion         | Karte                           | Gemeinden                   | Gemeinden            |
| ------------------- | ------------------------------- | --------------------------- | -------------------- |
| Entorno de Brasília | Mikroregion Entorno de Brasília |                             |                      |
| Entorno de Brasília | Mikroregion Entorno de Brasília | Abadiânia                   | Água Fria de Goiás   |
| Entorno de Brasília | Mikroregion Entorno de Brasília | Águas Lindas de Goiás       | Alexânia             |
| Entorno de Brasília | Mikroregion Entorno de Brasília | Cabeceiras                  | Cidade Ocidental     |
| Entorno de Brasília | Mikroregion Entorno de Brasília | Cocalzinho de Goiás         | Corumbá de Goiás     |
| Entorno de Brasília | Mikroregion Entorno de Brasília | Cristalina                  | Formosa              |
| Entorno de Brasília | Mikroregion Entorno de Brasília | Luziânia                    | Mimoso de Goiás      |
| Entorno de Brasília | Mikroregion Entorno de Brasília | Novo Gama                   | Padre Bernardo       |
| Entorno de Brasília | Mikroregion Entorno de Brasília | Pirenópolis                 | Planaltina           |
| Entorno de Brasília | Mikroregion Entorno de Brasília | Santo Antônio do Descoberto | Valparaíso de Goiás  |
| Entorno de Brasília | Mikroregion Entorno de Brasília | Vila Boa                    | Vila Propício        |
| Vão do Paranã       | Mikroregion Vão do Paranã       | Alvorada do Norte           | Buritinópolis        |
| Vão do Paranã       | Mikroregion Vão do Paranã       | Damianópolis                | Divinópolis de Goiás |
| Vão do Paranã       | Mikroregion Vão do Paranã       | Flores de Goiás             | Guarani de Goiás     |
| Vão do Paranã       | Mikroregion Vão do Paranã       | Iaciara                     | Mambaí               |
| Vão do Paranã       | Mikroregion Vão do Paranã       | Posse                       | São Domingos         |
| Vão do Paranã       | Mikroregion Vão do Paranã       | Simolândia                  | Sítio d'Abadia       |